# Badruddin Hiloli
Badruddin Hiloli lub Badriddin Hilali (pers. بدرالدین هلالی, ur. ok. 1470 w Astarabadzie (obecnie Gorgan w Iranie), zm. 1529 w Heracie) – tadżycki i perski poeta.

## Życiorys
Pierwsze lata życia spędził w rodzinnym mieście, a ok. 1491 przeniósł się do Heratu. Pisał poematy, gazele o tematyce miłosnej (np. Szoch wa darwesz (Szach i derwisz), Lajla wa Madżnun (Lajla i Madżnun). Największym jego dziełem jest zbiór poezji zatytułowany Divān. Po podboju Heratu przez chana Ubajdullaha w 1529 został publicznie stracony na głównym placu miasta. Jako prawdopodobny powód egzekucji podaje się jego szyickie wyznanie lub obecność obraźliwych wersetów w jego twórczości. Jego twórczość, uznawana za jeden z najbardziej oryginalnych i wyrafinowanych przykładów perskiej literatury z pierwszej połowy XVI w., do dziś cieszy się wielką popularnością w Azji Środkowej. Jego córka, Dżamali, również była sławną poetką.